# 274.ª Divisão de Infantaria (Alemanha)
A 274ª Divisão de Infantaria (em alemão:274. Infanterie-Division) foi uma unidade militar que serviu no Exército alemão durante a Segunda Guerra Mundial.

## Comandantes
| Comandante                      | Data                                       |
| ------------------------------- | ------------------------------------------ |
| Generalleutnant Wilhelm Rußwurm | 1 de junho de 1943 - 27 de outubro de 1944 |
| Generalleutnant Kurt Weckmann   | 27 de outubro de 1944 - 8 de maio de 1945  |

## Oficiais de operações
| Oberstleutnant Heinrich Schulz | 10 de julho de 1943-15 de dezembro de 1944 |
| Major Ewald Herrmann           | 15 de dezembro de 1944-maio de 1945        |

## Área de operações
| Noruega | junho de 1943 - maio de 1945 |